# Bénigne Gagneraux

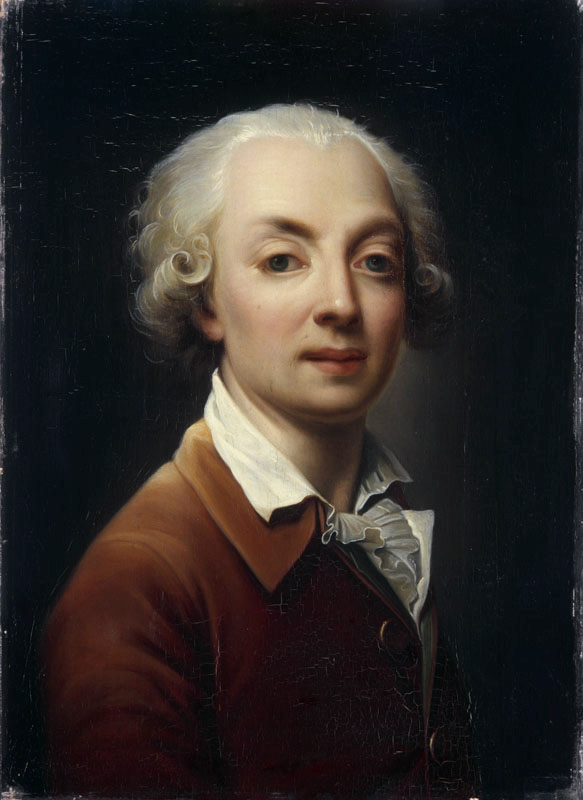
Benigne Gagneraux, Autorretrato, 1793-1795 (copia del)

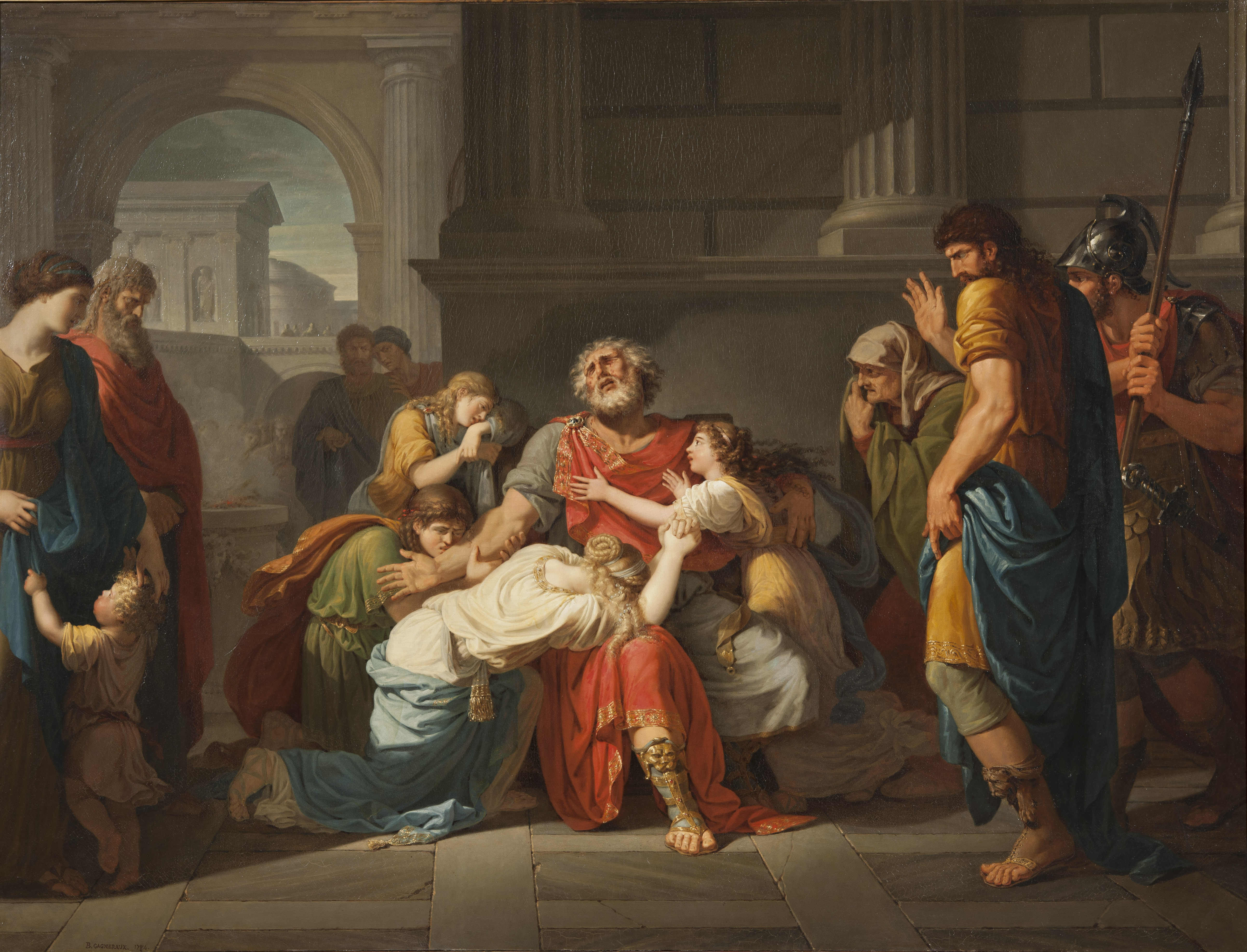
Edipo el ciego encomendando sus hijos a los dioses, 1784, actualmente en el Museo Nacional de Estocolmo

Bénigne Gagneraux (1756 en Dijon - 1795), se instruyó por primera vez en la escuela de Dijon con François Devosge, desde la cual fue a Roma, lugar en el que adquirió reputación por su cuadro del Encuentro de Gustavo III. de Suecia con el Papa Pío VI., que ahora se encuentra en el Palacio del Rey en Estocolmo . En el Museo de Dijon hay fotografías de Sorano y Servilio, la batalla de Senef, el paso del Rin por el Ejército Francés al mando de Condé, una Bacanal, una Carga de Caballería y un triunfo de Neptuno. Debido a los disturbios en Roma abandonó la ciudad y se retiró a Florencia, donde murió en 1795. En los Uffizi de Florencia se encuentran su propio retrato, Escena de Batalla y Caza del león .